# Ronhac (Cruesa)
Ronhac (en francès Rougnat) és una comuna (municipi) de França, a la regió de la Nova Aquitània, departament de la Cruesa, al districte d'Aubusson i cantó d'Auzances.
La seva població al cens de 1999 era de 541 habitants. Pertany a la Communauté de communes Auzances-Bellegarde-en-Marche.

## Demografia
| 1968 | 1975 | 1982 | 1990 | 1999 |
| ---- | ---- | ---- | ---- | ---- |
| 856  | 764  | 676  | 631  | 541  |

## Administració
| Període   | Identitat          | Partit |
| --------- | ------------------ | ------ |
| 2001-2008 | Monique Bouchet    |        |
| 2008-     | Pierre Désarménien |        |